# Spider-Man: Homecoming (trilha sonora)
Spider-Man: Homecoming (Original Motion Picture Soundtrack) é a trilha sonora do filme Spider-Man: Homecoming da Marvel Studios / Sony Pictures / Columbia Pictures, composta por Michael Giacchino. O álbum da trilha sonora foi lançado pela Sony Masterworks em 7 de julho de 2017.

## Desenvolvimento
Enquanto promovia Doutor Estranho no início de novembro de 2016, o presidente da Marvel Studios, Kevin Feige, acidentalmente revelou que Michael Giacchino, que compôs a música para esse filme, também estaria compondo a trilha de Homecoming. Giacchino logo confirmou isso. A gravação da trilha sonora começou em 11 de abril de 2017. A trilha inclui o tema da série de desenhos animados dos anos 60.

## Lista de faixas
Todas as músicas compostas por Michael Giacchino, exceto quando indicado de outra forma.
| N.º            | Título | Duração |  |
| 1.             | "Theme From Spider Man (Original Television Series)" (composta por Paul Francis Webster e Robert "Bob" Harris) | 0:39    |  |
| 2.             | "The World is Changing" (Esta faixa referencia o tema de Alan Silvestri de Os Vingadores.)                     | 4:10    |  |
| 3.             | "Academic Decommitment"                                                                                        | 1:57    |  |
| 4.             | "High Tech Heist"                                                                                              | 1:26    |  |
| 5.             | "On a Ned-To-Know Basis"                                                                                       | 1:45    |  |
| 6.             | "Drag Racing / An Old Van Rundown"                                                                             | 4:06    |  |
| 7.             | "Webbed Surveillance"                                                                                          | 4:40    |  |
| 8.             | "No Vault of His Own"                                                                                          | 2:27    |  |
| 9.             | "Monumental Meltdown"                                                                                          | 5:23    |  |
| 10.            | "The Baby Monitor Protocol"                                                                                    | 1:37    |  |
| 11.            | "A Boatload of Trouble Part 1"                                                                                 | 3:09    |  |
| 12.            | "A Boatload of Trouble Part 2"                                                                                 | 2:16    |  |
| 13.            | "Ferry Dust Up"                                                                                                | 2:50    |  |
| 14.            | "Stark Raving Mad"                                                                                             | 1:54    |  |
| 15.            | "Pop Vulture"                                                                                                  | 3:05    |  |
| 16.            | "Bussed a Move"                                                                                                | 1:43    |  |
| 17.            | "Lift Off" | 5:25    |  |
| 18.            | "Fly-By-Night Operation"                                                                                       | 2:23    |  |
| 19.            | "Vulture Clash"                                                                                                | 4:07    |  |
| 20.            | "A Stark Contrast" (Esta faixa referencia o tema de Alan Silvestri de Os Vingadores.)                          | 4:41    |  |
| 21.            | "No Frills Proto COOL!"                                                                                        | 0:34    |  |
| 22.            | "Spider-Man: Homecoming Suite"                                                                                 | 6:13    |  |
| 23.            | "The Queens Community Bank Jingle" (Hidden track)                                                              |         |  |
| 24.            | "The Real Reason Peter Quit the Band" (Hidden track)                                                           |         |  |
| Duração total: | Duração total:                                                                                                 | 66:40   |  |

## Gráficos
| Gráfico (2017)                     | Posição de pico |
| ---------------------------------- | --------------- |
| Escócia (Official Scottish Albums) | 96              |

## Música adicional
" Blitzkrieg Bop ", dos Ramones , " The Underdog ", de Spoon , " Você não pode me ouvir bater ", dos Rolling Stones , " A baixa faísca dos garotos de salto alto ", do Traffic , " Save It for Later ", dos ingleses Beat e " Space Age Love Song ", de A Flock of Seagulls, também são destaque no filme.